# Эстакадная станция
Эстака́дная ста́нция метрополите́на (надземная станция) — тип станций метрополитена, конструкции которых приподняты над поверхностью земли на металлических или железобетонных опорах.

## Основные сведения
Эстакадные станции появились во второй половине XIX века. Из-за относительной простоты и дешевизны сооружения вкупе с возможностью постройки в стеснённых городских условиях без помех движению эстакадные станции получили большое распространение. Впервые эстакады для городской железной дороги были применены в Нью-Йорке в 1885 году. Вскоре надземные линии скоростного транспорта появились и в Берлине (1902 год). Эстакадной системой в значительной мере мог бы стать и Московский метрополитен, согласно известным проектам инженеров Балинского и Кнорре.
Однако вскоре выяснились недостатки эстакадных линий: прежде всего, эстакады меняли архитектурный облик улиц, поезда на них создавали значительный шум, делая невыносимой жизнь в домах рядом с эстакадой, многократно ухудшались условия инсоляции нижних этажей. Кроме того, работу участков под открытым небом могут серьёзно нарушать погодные условия.
По мере приобретения опыта в строительстве подземных линий метро, эстакады уступали им место. Так, практически вся эстакадная система линий Манхэттена в Нью-Йорке была демонтирована после строительства соответствующих линий метро мелкого заложения. Эстакадные линии и станции стали применяться лишь вне исторических центров городов, в районах с разреженной застройкой, в промзонах и лесопарковых зонах.
С развитием технологий устройства пути, эстакад и применения шумоизолирующих материалов шумовое воздействие удалось уменьшить.  

## Примеры эстакадных станций по странам
С 2010-х годов во вновь построенных системах стали популярны целые эстакадные линии (например, Дубайский метрополитен или Ханойский метрополитен).
Ниже приведен ориентировочный перечень эстакадных станций систем метрополитенов, для которых подобная конструкция не является характерной.

### В России
Станции этого типа имеются:
- в Москве — участок «Улица Скобелевская» — «Бунинская аллея» Бутовской линии и станция «Воробьёвы горы» Сокольнической линии.
- в Волгограде — станция «Пионерская»
- в Казани — станция «Аметьево»
- в Новосибирске — станция «Спортивная»

### В Украине
- станции «Днепр» и «Левобережная» в Киеве.

### В Грузии
- станция «Гоциридзе» в Тбилиси.

### В Узбекистане
- участок Чиланзарской линии в Ташкенте «Чоштепа» — «Чинор» 5 станций.
- на линии 30-летия независимости Узбекистана в Ташкенте 10 из 14 станций на эстакаде.

### В Чехии
- станция «Райска заграда» в Праге.